# Solrød Strand
Solrød Strand är en ort på Själland i Danmark. Den ligger i Solrøds kommun och Region Själland, i den östra delen av landet, 27 km sydväst om Köpenhamn. Antalet invånare är 15 941. Solrød Strand är centralort i Solrøds kommun.
Järnvägslinjen Køge Bugt-banen, en del av Köpenhamns S-banenät, har två stationer inom tätorten; Solrød Strand och Jersie.